# Luigi Cavalieri
Luigi Cavalieri (Milano, 22 aprile 1914 – Sarteano, 4 febbraio 1992) è stato un bobbista italiano.

## Biografia
Ai Campionati italiani di bob vinse con il bob a quattro la medaglia d'argento nel 1936 e la medaglia d'oro nel 1937.
Partecipò con la Nazionale di bob dell'Italia alle Olimpiadi di Sankt Moritz 1948, classificandosi al 6º posto nel bob a quattro con Nino Bibbia, Gian Carlo Ronchetti e Edilberto Campadese.
Alle Olimpiadi invernali di Oslo 1952 giunse al 12º posto in coppia con Uberto Gillarduzzi, mentre con il bob a quattro si classificò al 14º posto.